# Здание пятого автобусного парка (Санкт-Петербург)
Здание пятого автобусного парка — промышленное здание в стиле советского модернизма. Расположено в Кировском районе Санкт-Петербурга, современный адрес дома — проспект Стачек, 108, Автомобильная улица, 2. Открыто 8 августа 1967 года.
Постройка здания была связана с расширением города согласно Генеральному плану 1957—1963 годов и использованием автобусов для доставки людей в новые жилые районы как самого гибкого вида общественного транспорта. При этом требовалось крытое большепролётное помещение, так как советский автотранспорт плохо сохранялся под открытым небом. До 1950-х годов для решения подобных задач использовались металлические перекрытия, ещё раньше, до Великой Отечественной войны — конструкции из клееного дерева, но они не подходили для гаражей для сотен автобусов из-за часто стоявших промежуточных опор.
Автобусный парк построен в 1962—1967 годах, архитекторы О. Голынкин, Э. Хевелёв (автор идеи, умер в 1961 году), Н. Грудина, П. Мельникова, В. Зубкова, Т. Шапиро, инженеры В. Экман, М. Бреговский. Голынкин использовал криволинейные бетонные оболочки (технология была опробована Хевелёвым при строительстве автобусного парка № 4). У свода пролёт 96 м, на концах он переходит в «открылки», фасад полностью остеклён. От самого парка шёл застеклённый переход в пятиэтажный административный корпус. Пролёт держится за счёт двоякой кривизны, искривления и в продольном, и в поперечном направлении — использовано 12 так называемых «бочарных» сводов, перекрывающих предназначенную для 500 автобусов ЗИЛ-159 и ЗиУ-6 площадь 120х145 метров. Для освещения в своде были предусмотрены овальные фонари 80 х 180 см из двух склеенных листов органического стекла.
Сборное строительство вместо монолитного было выбрано как в силу большей простоты, так и в силу предположения об его экономичности при условии многократного повторения типового проекта; в данном случае расчёт на экономичность и повторение не оправдался из-за долгих сроков отработки технологии, транспортировки и монтажа, проект был реализован лишь ещё раз в 1972 году в парке № 6 на улице Стасовой, 14.
Здание расположено недалеко от завода железобетонных изделий, производившего сборные своды-оболочки и испытывавшего их в собственных корпусах.
Здание было выдвинуто на Государственную премию СССР, но её в этом (1967) году получило не оно само, а инженеры-разработчики «бочарных» сводов.